# Лестер Пірсон
 Ле́стер Боу́лс Пі́рсон  (англ. Lester Bowles Pearson; 23 квітня 1897, Торонто, Онтаріо — 27 грудня 1972, Оттава, Онтаріо) — канадський політик, дипломат, історик, 14-й Прем'єр-міністр Канади, лауреат нобелівської Премії Миру 1957 року за свою роль в подоланні Суецької кризи.

## Політична кар'єра
Обраний 1948 року до Парламенту Канади від Ліберальної партії, Пірсон спочатку обіймав посаду міністра закордонних справ. У 1956 відіграв важливу дипломатичну роль у подоланні Суецької кризи, пропонуючи Генеральній Асамблеї ООН надіслати миротворчі сили для розв'язки конфлікту в регіоні.
З відставкою Луї Сен-Лорана з посади прем'єр-міністра Канади у 1958, Пірсон очолив Ліберальну партію, яка в 1963 під його головуванням перемогла на федеральних виборах — він обійняв посаду прем'єр-міністра Канади та сформував свій уряд. Після федеральних виборів 1965 Пірсон повторно став прем'єр-міністром — і як керівник уряду відомий за відмову слати канадські війська до В'єтнаму.

Кабінет Міністрів Пірсона — П'єр Трюдо, Джон Тернер і Жан Кретьєн, майбутні Прем'єр-міністри Канади.

Серед досягнень Пірсона як глави уряду відзначають такі:
- Програма державного фінансування охорони здоров'я,
- Канадська програма пенсійного забезпечення,
- Канадська програма позик для студентів,
- Прийняття нового Канадського прапора,
- Реформа Канадських Збройних Сил,
- Торговельна угода із США щодо автомобілебудування,
- Заснування північноамериканської ракетної програми «Бомарк» у разі нападу СРСР.

Пірсон вийшов у відставку з посади Прем'єр-міністра Канади у 1967.

## По завершенні політичної кар'єри
У 1969 році Пірсон став ректором Карлтонського університету та обіймав цю посаду до своєї смерті у 1972 р.